# Będkowice (Petite-Pologne)
Pour l’article homonyme, voir Będkowice (Basse-Silésie).
Będkowice (prononciation : [bɛntkɔˈvit͡sɛ]) est une localité polonaise de la gmina de Wielka Wieś, située dans le powiat de Cracovie en voïvodie de Petite-Pologne.